# Вулиця Лижв'ярська
Ву́лиця Лижв'ярська — вулиця у Галицькому районі міста Львова, в місцевості Софіївка. Бічна вул. Літньої, паралельно з вул. Стрийською. Початок нумерації будинків ведеться від будинку № 16. Останній будинок на вул. Лижв'ярській межує з територією парку культури та відпочинку імені Богдана Хмельницького. Колись між вулицями Лижв'ярською та Стрийською розташовувався колишній Стрийський цвинтар.

## Назва
Вулиця взяла свою назву від терміну «лижвярство» (ковзанярство), оскільки неподалік Стрийського парку, на місці колишнього Пелчинського ставу 1909 року була відкрита ковзанка Львівського ковзанярського товариства, яка функціювала до кінця 1930-х років. Вулиця почала забудовуватися у 1928—1930 роках. У 1936 році отримала назву «Лижвярска». Під час німецької окупації, у 1943 році перейменована на Хардтмутгассе, на честь австрійського винахідника Йозефа Хардтмута. У липні 1944 року її було перейменовано на Лижварську.
У 1991 році вулиця отримала свою сучасну назву — вулиця Лижв'ярська.

## Забудова
В архітектурному ансамблі вулиці Лижв'ярської переважає польський конструктивізм 1930-х років. Декілька будинків внесено до Реєстру пам'яток архітектури місцевого значення.

### Будинки
№ 26 — двоповерховий житловий будинок, споруджений у 1930-х роках. Будинок внесений до Реєстру пам'яток архітектури місцевого значення під охоронним № 2658-м.
№ 28 — двоповерховий житловий будинок, споруджений у 1930-х роках. Будинок внесений до Реєстру пам'яток архітектури місцевого значення під охоронним № 2659-м.
№ 34 — одноповерховий будинок садибного типу, споруджений у 1930-х роках. Будинок внесений до Реєстру пам'яток архітектури місцевого значення під охоронним № 2660-м.

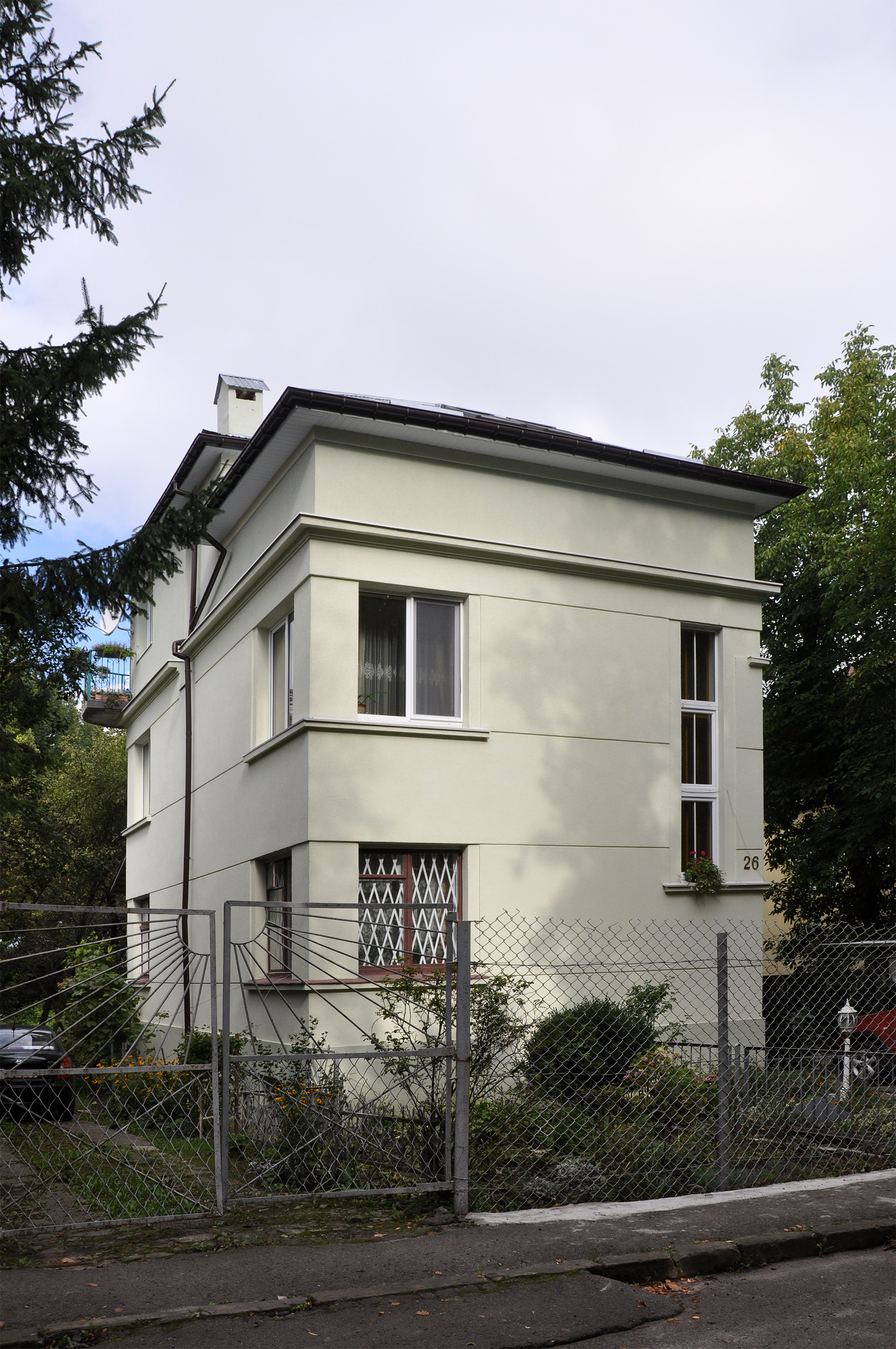
Житловий будинок (вул. Лижв'ярська, 26)
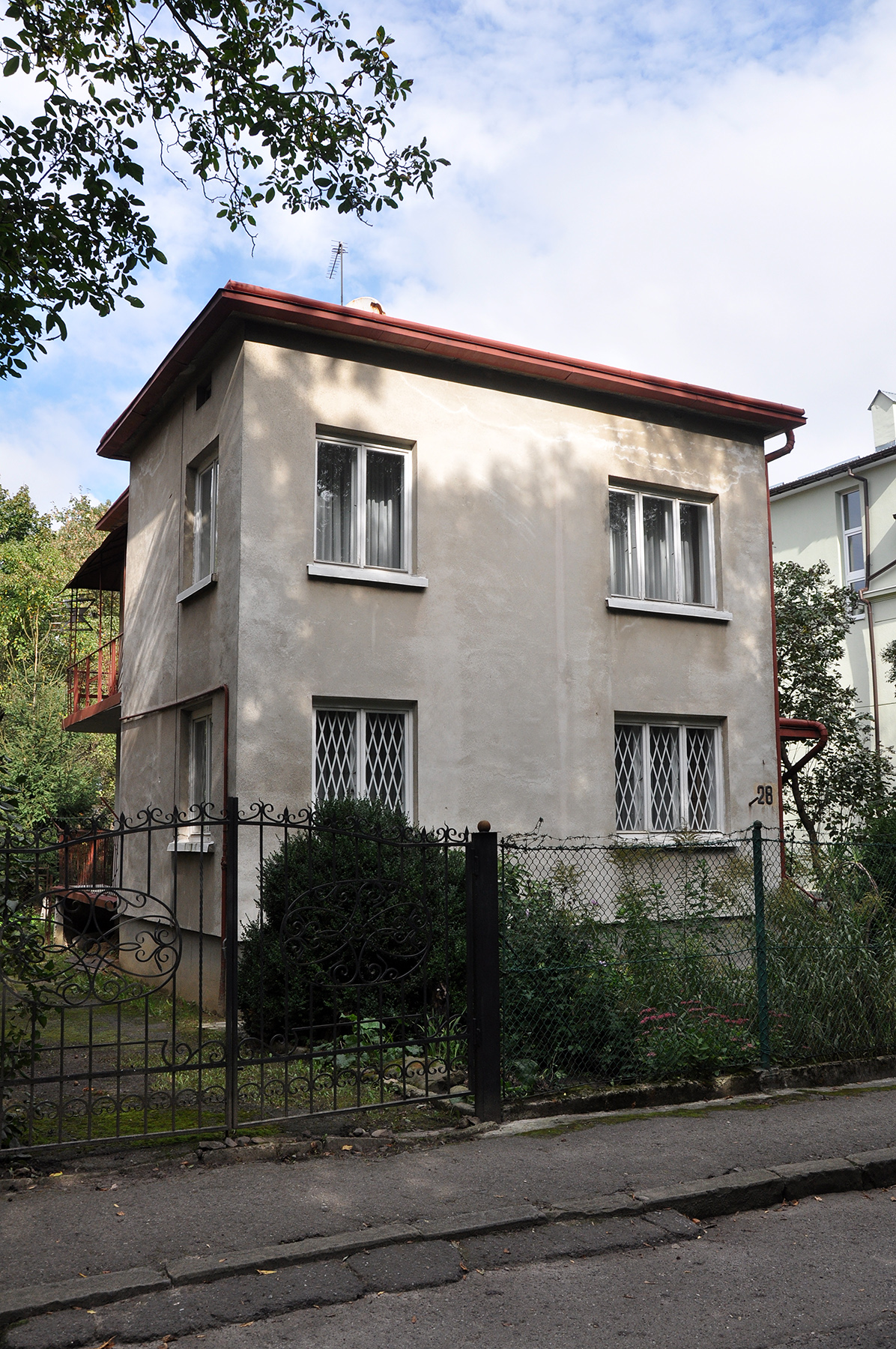
Житловий будинок (вул. Лижв'ярська, 28)
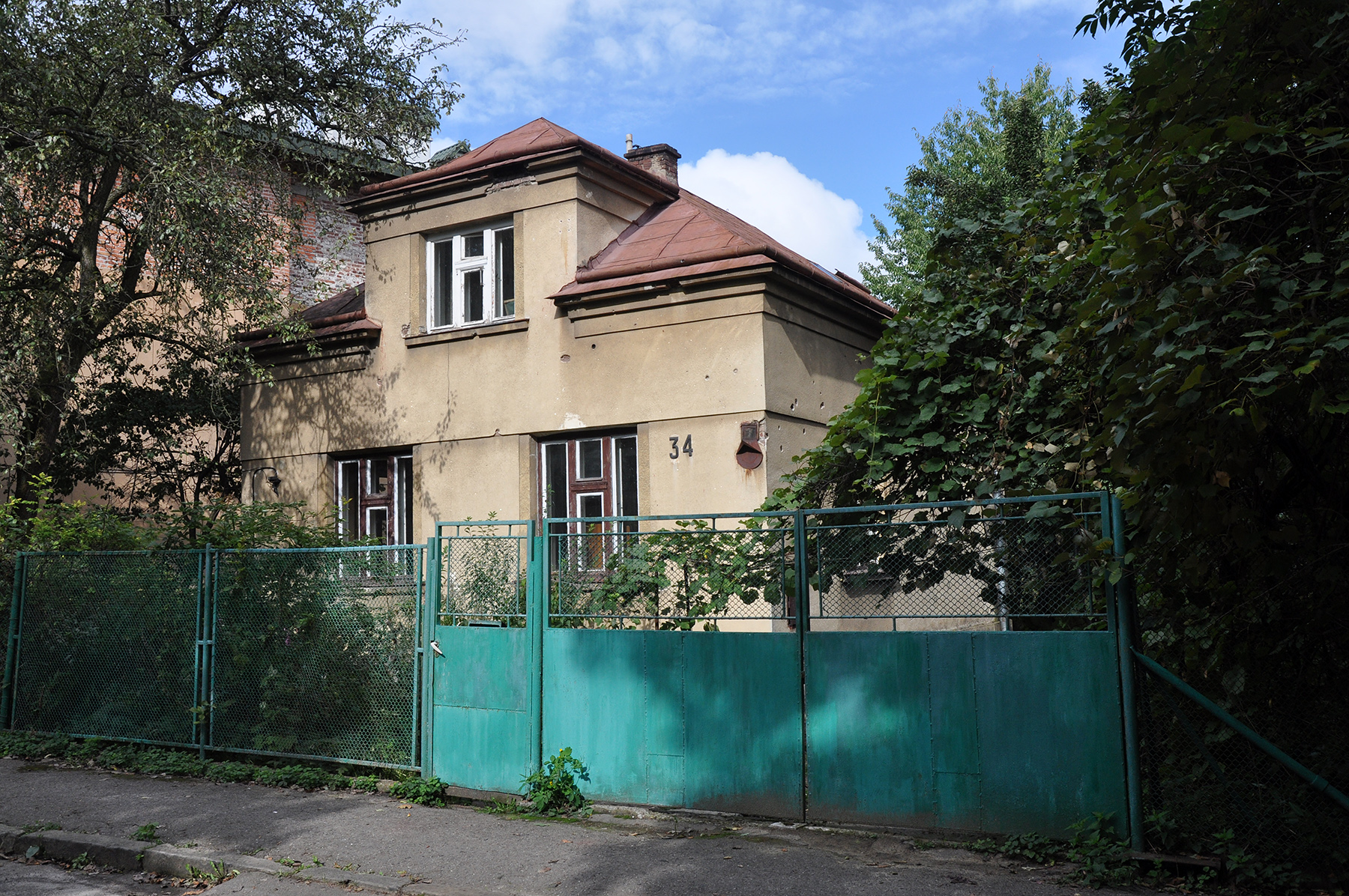
Садибний будинок (вул. Лижв'ярська, 34)